# Casiano Monegal
Casiano «Cacho» Monegal Sorondo (1888, Melo - diciembre de 1944) fue un escritor uruguayo. Fue hermano del escritor José Monegal y tío del crítico literario Emir Rodríguez Monegal.
Su padre, Cándido Monegal fue cofundador de Deber Cívico, en 1887. Su madre, Paula Sorondo, era docente de educación primaria en escuelas de Melo.
Desde joven tuvo interés por el periodismo y la literatura. Utilizó los seudónimos: Asis Tente, Centinela, Gaucho pobre, Blas Camacho, Marcos el organillero, Capitán Veneno, Frederic Albert y Marcel Bernard.

Melo al que besa el Convento/ y al que canta el Tacuarí,/ con las flautas en que allí/ las cañas hacen portentos;/ se elevan en tus cimientos,/ los destinos de una raza;/ ya que el futuro te emplaza/ para ser en el oriente,/ mano llena de simiente/ que sus propias rutas traza [...].
Fragmento de Décimas a Melo

Fue diputado por el partido Nacional entre 1923 y 1926.

## Obras
- Caín (1908)
- Chanzas (1910)
- El hijo (1912)
- Las carabelas (1914)
- Musas hermanas (en coautoría con Federico Acosta y Lara, en 1921)
- Décimas a Melo (1944)